# 오에 도모미
오오에 토모미(大江 朝美, おおえ ともみ, 1989년 6월 15일 ~ )는 일본 여성 아이돌 그룹 AKB48 팀A의 졸업생이다. 도쿄 도 출신이다.